# Cristiano Tiririca
Cristiano da Silva e Silva, mais conhecido como Cristiano Tiririca (Benevides, 27 de março de 1983), é um ex-futebolista brasileiro que atuava como atacante.

## Carreira
Durante sua estada no Peru atuando pelo Sporting Cristal, Cristiano se tornou famoso entre os torcedores e ajudou o time a se reerguer no Campeonato Nacional. Quando vivia em Lima um fato inusitado aconteceu, quando sua esposa teve que voltar para o Brasil pois estava muito apegada ao cachorrinho da família Teves, em homenagem a Carlitos, que não pode os acompanhar ao Peru.

## Títulos
Criciúma
- Campeonato Brasileiro Série B: 2002